# هیملکرون
هیملکورن (به آلمانی: Himmelkron) یک شهر در آلمان است که در بایرن واقع شده‌است.

## خصوصیات
هیملکورن ۲۳٫۰۵ کیلومترمربع مساحت دارد ۳۳۵-۴۷۴ متر بالاتر از سطح دریا واقع شده‌است.